# AKB48
AKB48 (транскр.  Еј-Кеј-Би форти-ејт) јапанска је поп група коју је 2005. године основао познати јапански текстописац и продуцент Јасуши Акимото.
AKB48 је добила име по Акихабари (или краће Акиби), округу у Токију у којем се налази сопствени театар групе. Група држи концерте у свом позоришту готово свакодневно.
AKB48 је ушла у Гинисову књигу рекорда као „највећа поп група“ у свету. Тренутно AKB48 се састоји од 4 састава: Team A, Team K и Team B по 16 девојака у сваком и Team 4 у саставу од 11 девојака, односно група има укупно 59 чланица (стање 2. септембра 2011).
Изузетно су популарне у Јапану. Девет најновијих синглова групе су достигли прво место Ориконове недељне листе најпродаванијих синглова.

## Састав
-{Минами Такахаши је вођа као и генерални менаџер АКВ48 као и свих сестринских група.

#### Team A
}-
(„Тим А“ ( Чи:му Е:))
Капитен: Марико Шинода
- Мисаки Иваса (岩佐 美咲) (30. јануар 1995., префектура Чиба)
- Аика Ота (多田 愛佳) (8. децембар 1994., префектура Саитама)
- Шизука Оја (大家 志津香) (28. децембар 1991., префектура Фукуока)
- Харука Катајама (片山 陽加) (10. мај 1990., префектура Аичи)
- Асука Курамочи (倉持 明日香) (11. септембар 1989., префектура Канагава)
- Харуна Коџима (小嶋 陽菜) (19. април 1988., префектура Саитама)
- Рино Сашихара (指原 莉乃) (21. новембар 1992., префектура Оита)
- Марико Шинода (篠田 麻里子) (11. март 1986., префектура Фукуока)
- Аки Такаџо (高城 亜樹) (3. октобар 1991., Токио)
- Минами Такахаши (高橋 みなみ) (8. април 1991., Токио)
- Харука Накагава (仲川 遥香) (10. фебруар 1992., Токио)
- Чисато Наката (中田 ちさと) (8. октобар 1990., префектура Саитама)
- Сајака Накаја (仲谷 明香) (15. октобар 1991., префектура Ивате)
- Мају Ватанабе (渡辺 麻友) (26. март 1994., префектура Саитама)
- Ами Маеда (前田 亜美) (1. јун 1995., Токио)
- Нацуми Мацубара (松原 夏海) (19. јун 1990., префектура Фукуока)

-{

#### Team K
}-
(„Тим К“ ( Чи:му Ке:))
Капитен: Јуко Ошима
- Сајака Акимото (秋元 才加) (26. јул 1988., префектура Чиба)
- Томоми Итано (板野 友美) (3. јул 1991., префектура Канагава)
- Мајуми Учида (内田 眞由美) (27. децембар 1993., Токио)
- Јуко Ошима (大島 優子) (17. октобар 1988., префектура Точиги)
- Ајака Кикучи (菊地 あやか) (30. јун 1993., Токио)
- Мику Танабе (田名部 生来) (2. децембар 1992., префектура Шига)
- Томоми Накацука (中塚 智実) (18. јун 1993., префектура Саитама)
- Моено Нито (仁藤 萌乃) (22. јул 1992., Токио)
- Мисато Нонака (野中 美郷) (20. април 1991., префектура Фукуока)
- Реина Фуџије (藤江 れいな) (1. фебруар 1994., префектура Чиба)
- Сакико Мацуј (松井 咲子) (10. децембар 1990., префектура Саитама)
- Сае Мијазава (宮澤 佐江) (13. август 1990., Токио)
- Јуј Јокојама (横山 由依) (8. децембар 1992., префектура Кјото)
- Руми Јонезава (米沢 瑠美) (6. јун 1991., префектура Саитама)

-{

#### Team B
}-
(„Тим Б“ ( Чи:му Би:))
Капитен: Ајака Умеда
- Харука Ишида (石田 晴香) (2. децембар 1993., префектура Саитама)
- Јуки Кашиваги (柏木 由紀) (15. јул 1991., префектура Кагошима)
- Ајака Умеда (梅田 彩佳) (3. јануар 1989., префектура Фукуока)
- Рије Китахара (北原 里英) (24. јун 1991., префектура Аичи)
- Кана Кобајаши (小林 香菜) (17. мај 1991., префектура Саитама)
- Мика Комори (小森 美果) (19. јул 1994., префектура Аичи)
- Амина Сато (佐藤 亜美菜) (16. октобар 1990., Токио)
- Сумире Сато (佐藤 すみれ) (20. новембар 1993., префектура Саитама)
- Нацуки Сато (佐藤 夏希) (1. јул 1990., Сапоро, префектура Хокаидо)
- Шихори Сузуки (鈴木 紫帆里) (17. фебруар 1994., префектура Канагава)
- Марија Сузуки (鈴木 まりや) (29. април 1991., префектура Саитама)
- Рина Чикано (近野 莉菜) (23. април 1993., Токио)
- Нацуми Хираџима (平嶋 夏海) (28. мај 1992., Токио)
- Јука Масуда (増田 有華) (3. август 1991., префектура Осака)
- Михо Мијазаки (宮崎 美穂) (30. јул 1993., Токио)

-{

#### Team 4
}-
(„Тим 4“ (チーム4 Чи:му Фо:))
Тим је основан 7. јуна 2011. године.
- Марија Абе (阿部 マリア) (29. новембар 1995., префектура Канагава)
- Миори Ичикава (市川 美織) (12. фебруар 1994., префектура Саитама)
- Ана Иријама (入山 杏奈) (3. децембар 1995., префектура Чиба)
- Мина Оба (大場 美奈) (3. април 1992., префектура Канагава)
- Харука Шимазаки (島崎 遥香) (30. март 1994., префектура Саитама)
- Харука Шимада (島田 晴香) (16. децембар 1992., префектура Шизуока)
- Мију Такеучи (竹内 美宥) (12. јануар 1996., Токио)
- Марија Нагао (永尾 まりや) (10. март 1994., префектура Канагава)
- Шиори Накамата (仲俣 汐里) (25. јул 1992., Токио)
- Марико Накамура (中村 麻里子) (16. децембар 1993., префектура Чиба)
- Ана Мори (森 杏奈) (21. март 1994., префектура Чиба)
- Сузуран Јамаучи (山内 鈴蘭) (8. децембар 1994., префектура Чиба)

## Дискографија

### Синглови
| Година | Редни број | Назив                       | Напомене                                                         | Позиција | Позиција | Позиција | Продаја () |
| Година | Редни број | Назив                       | Напомене                                                         | [ 8 ]    | *        | *        | Продаја () |
| ------ | ---------- | --------------------------- | ---------------------------------------------------------------- | -------- | -------- | -------- | ---------- |
| 2006.  | 1          | „“ (桜の花びらたち)         | Независни синглови                                               | 10       |          |          | 46 000     |
| 2006.  | 2          | „“ (スカート、ひらり)       | Независни синглови                                               | 13       | 21 000   |          |            |
| 2006.  | 1          | „“ (会いたかった)           | Дебитантски сингл; издала га је издавачка кућа 25. октобра 2006. | 12       | 32**     | 51 000   |            |
| 2007.  | 2          | „“ (制服が邪魔をする)       |                                                                  | 7        |          | 22 000   |            |
| 2007.  | 3          | „“ (軽蔑していた愛情)       |                                                                  | 8        | 23 000   |          |            |
| 2007.  | 4          | „“                          |                                                                  | 6        | 26 000   |          |            |
| 2007.  | 5          | „“ (僕の太陽)               |                                                                  | 6        | 29 000   |          |            |
| 2007.  | 6          | „“ (夕陽を見ているか?)      |                                                                  | 10       | 18 000   |          |            |
| 2008.  | 7          | „“ (ロマンス、イラネ)       |                                                                  | 6        | 22       | 23 000   |            |
| 2008.  | 8          | „“ (桜の花びらたち2008)     |                                                                  | 10       | 26       | 25 000   |            |
| 2008.  | 9          | „“                          | Дигитални сингл                                                  |          | ×        |          |            |
| 2008.  | 10         | „“ (大声ダイヤモンド)       | Први сингл групе који је издат за King Records                               | 3        | 13       | 51**     | 97 000     |
| 2009.  | 11         | „“ (10年桜 )                |                                                                  | 3        | 13       |          | 125 000    |
| 2009.  | 12         | „“ (涙サプライズ!)          |                                                                  | 2        | 5        | 28       | 169 000    |
| 2009.  | 13         | „“ ()                       |                                                                  | 2        | 2        | 11       | 146 000    |
| 2009.  | 14         | „“                          |                                                                  | 1        | 2        | 17       | 261 000    |
| 2010.  | 15         | „“ (桜の栞)                 |                                                                  | 1        | 1        | 15       | 405 000    |
| 2010.  | 16         | „“ (ポニーテールとシュシュ) |                                                                  | 1        | 1        | 4        | 734 000    |
| 2010.  | 17         | „“ (ヘビーローテーション)   |                                                                  | 1        | 1        | 1        | 843 000    |
| 2010.  | 18         | „“                          |                                                                  | 1        | 1        | 2        | 1 036 000  |
| 2010.  | 19         | „“ (チャンスの順番)         |                                                                  | 1        | 1        | 12       | 694 000    |
| 2011.  | 20         | „“ (桜の木になろう)         |                                                                  | 1        | 1        | 3        | 1 078 000  |
| 2011.  | —          | „“                          | Дигитални добротворни сингл                                      |          | 17       | 2        |            |
| 2011.  | 21         | „“ ()                       |                                                                  | 1        | 1        | 1        | 1 571 000  |
| 2011.  | 22         | „“ (フライングゲット)       |                                                                  | 1        | 1        | 1        | 1 552 000  |
| 2011.  | 23         | „“ (風は吹いている)         | Бити ће издан 26. октобра 2011.                                  |          |          |          |            |

*' Хит-парада Billboard Japan Hot 100 излази од фебруара 2008. године, RIAJ Digital Track Chart излази од априла 2009. године.

** у 2010. години

### Албуми

#### Студијски албуми
| Година | Редни број | Албум                                                                                  | Позиција | Продаја ()      | Сертификација ()       |
| Година | Редни број | Албум                                                                                  | [ 12 ]   | Продаја ()      | Сертификација ()       |
| ------ | ---------- | -------------------------------------------------------------------------------------- | -------- | --------------- | ---------------------- |
| 2008.  | 1          | () - Објављен: 1. новембар 2008. - Поново издат 14. априла 2010. као - Издавачка кућа: | 29 2*    | 54 000 160 000* | Платинасти (250 000+)  |
| 2010.  | 2          | (神曲たち) - Објављен: 7. април 2010. - Издавачка кућа:                                | 1        | 534 000         | 2× Платинасти          |
| 2011.  | 3          | (ここにいたこと) - Објављен: 8. јун 2011. - Издавачка кућа:                            | 1        | 803 000+        | Милионски (1 000 000+) |

* реиздање из 2010. под називом 

## Видеографија

### Музички спотови
| Број | Сингл                     | Извођач       | Назив                                          | Званични видео на YouTube |
| ---- | ------------------------- | ------------- | ---------------------------------------------- | ------------------------- |
| 10   | „Ōgoe Diamond”            | AKB48         | „Ōgoe Diamond”                                 | гледај                    |
| 11   | „10nen Zakura”            | AKB48         | „10nen Zakura”                                 | гледај                    |
| 12   | „Namida Surprise!”        | AKB48         | „Namida Surprise!”                             | гледај                    |
| 13   | „Iiwake Maybe”            | AKB48         | „Iiwake Maybe”                                 | гледај                    |
| 13   | „Iiwake Maybe”            | Under Girls   | „Tobenai Agehachō”                             | гледај                    |
| 14   | „RIVER”                   | AKB48         | „RIVER”                                        | гледај                    |
| 14   | „RIVER”                   | Under Girls   | „Kimi no Koto Suki Dakara”                     | гледај                    |
| 14   | „RIVER”                   | Theater Girls | „Hikōkigumo (Theater Girls Ver.)”              | гледај                    |
| 15   | „Sakura no Shiori”        | AKB48         | „Sakura no Shiori”                             | гледај                    |
| 15   | „Sakura no Shiori”        | AKB48         | „Majisuka Rock 'n' Roll”                       | гледај                    |
| 15   | „Sakura no Shiori”        | Team PB       | „Enkyori Poster”                               | гледај                    |
| 15   | „Sakura no Shiori”        | Team YJ       | „Choose me!”                                   | гледај                    |
| 16   | „Ponytail to Chouchou”    | AKB48         | „Ponytail to Chouchou”                         | гледај                    |
| 16   | „Ponytail to Chouchou”    | Under Girls   | „Nusumareta Kuchibiru”                         | гледај                    |
| 16   | „Ponytail to Chouchou”    | Theater Girls | „Boku no YELL”                                 | гледај                    |
| 16   | „Ponytail to Chouchou”    | AKB48         | „Majijo Teppen Blues”                          | гледај                    |
| 17   | „Heavy Rotation”          | AKB48         | „Heavy Rotation”                               | гледај                    |
| 17   | „Heavy Rotation”          | Under Girls   | „Namida no Seesaw Game”                        | гледај                    |
| 17   | „Heavy Rotation”          | Yasai Sisters | „Yasai Sisters”                                | гледај                    |
| 17   | „Heavy Rotation”          | AKB48         | „Lucky Seven”                                  | гледај                    |
| 18   | „Beginner”                | AKB48         | „Beginner”                                     | гледај                    |
| 19   | „Chance no Junban”        | AKB48         | „Chance no Junban”                             | гледај                    |
| 20   | „Sakura no Ki ni Narō”    | AKB48         | „Sakura no Ki ni Narō”                         | гледај                    |
| 21   | „Everyday, Katyusha”      | AKB48         | „Everyday, Katyusha”                           | гледај                    |
| 21   | „Everyday, Katyusha”      | AKB48         | „Kore kara Wonderland”                         | гледај преглед            |
| 22   | „Flying Get”              | AKB48         | „Flying Get”                                   | гледај преглед            |
| 22   | „Flying Get”              | AKB48         | „Flying Get” (Dancing Version)                 | гледај                    |
| 22   | „Flying Get”              | Under Girls   | „Dakishimecha Ikenai”                          | гледај преглед            |
| 23   | „Kaze wa Fuiteiru”        | AKB48         | „Kaze wa Fuiteiru”                             |                           |
| 23   | „Kaze wa Fuiteiru”        | AKB48         | „Kaze wa Fuiteiru” (DANCE! DANCE! DANCE! ver.) | гледај                    |
| 23   | „Kaze wa Fuiteiru”        | Under Girls   | „Kimi no Senaka”                               | гледај преглед            |
| 24   | „Ue kara Mariko”          | AKB48         | „Ue kara Mariko”                               | гледај                    |
| 24   | „Ue kara Mariko”          | AKB48         | „Noël no Yoru”                                 | гледај преглед            |
| 25   | „GIVE ME FIVE!”           | AKB48         | „GIVE ME FIVE!”                                | гледај                    |
| 25   | „GIVE ME FIVE!”           | Selection 6   | „Sweet & Bitter”                               | гледај преглед            |
| 26   | „Manatsu no Sounds good!” | AKB48         | „Manatsu no Sounds good!” (Dance Ver.)         | гледај                    |
| 26   | „Manatsu no Sounds good!” | AKB48         | „Gugutasu no Sora”                             | гледај преглед            |
| 27   | „Gingham Check”           | AKB48         | „Gingham Check”                                | гледај                    |
| 27   | „Gingham Check”           | AKB48         | „Yume no Kawa”                                 | гледај преглед            |
| 27   | „Gingham Check”           | AKB48         | „Nante Bohemian”                               | гледај преглед            |
| 28   | „UZA”                     | AKB48         | „UZA” (Dance Ver.)                             | гледај                    |
| 28   | „UZA”                     | AKB48         | „Tsugi no Season”                              | гледај преглед            |
| 29   | „Eien Pressure”           | AKB48         | „Eien Pressure”                                | гледај преглед            |
| 29   | „Eien Pressure”           | NMB48         | „HA!”                                          | гледај преглед            |
| 30   | „So long!”                | AKB48         | „So long!”                                     | гледај преглед            |

## Награде
Најважније награде групи AKB48.
| Година | Награда                      | Категорија                       | Номиновано дело           | Резултат |
| ------ | ---------------------------- | -------------------------------- | ------------------------- | -------- |
| 2011   | 53rd Japan Record Awards     | Grand Prix                       | „Flying Get”              | Победник |
| 2011   | Billboard Japan Music Awards | Artist of the Year               |                           | Победник |
| 2011   | Billboard Japan Music Awards | Top Pop Artists                  |                           | Победник |
| 2011   | Billboard Japan Music Awards | Hot 100 of the Year              | „Everyday, Katyusha”      | Победник |
| 2011   | Billboard Japan Music Awards | Hot 100 Single Sales of the Year | „Everyday, Katyusha”      | Победник |
| 2012   | 14th Mnet Asian Music Awards | Best Asian Artist Japan          | „Uza”                     | Победник |
| 2012   | Billboard Japan Music Awards | Artist of the Year               |                           | Победник |
| 2012   | Billboard Japan Music Awards | Top Pop Artists                  |                           | Победник |
| 2012   | Billboard Japan Music Awards | Hot 100 of the Year              | „Manatsu no Sounds good!” | Победник |
| 2012   | Billboard Japan Music Awards | Hot 100 Single Sales of the Year | „Manatsu no Sounds good!” | Победник |
| 2012   | 54th Japan Record Awards     | Grand Prix                       | „Manatsu no Sounds good!” | Победник |